# Manang
Manang (en nepalí: मनाङ), también conocida como Manangbhot, es una ciudad en el distrito de Manang de Nepal. Está situada en una altitud de 3519 metros. Según el resultado preliminar del censo de Nepal 2011 tiene una población de 630 personas. Está situado en el amplio valle del río Marshyangdi al norte de la cordillera del Annapurna, fluyendo el río hacia el este. Al oeste, el paso Thorong La de 5416 m (17 769 pies) conduce al santuario de Muktinath y al valle del río Gandaki. Al norte se encuentra el pico Chulu Este de 6584 m. La mayoría de los grupos de trekking alrededor de la cordillera del Annapurna significa pasar días de descanso en Manang para aclimatarse a la alta altitud, antes de tomar el paso Thorong La. La aldea está situada en la ladera norte, que consigue una mayoría de luz solar y menos nieve durante el invierno, ya que las altas montañas detienen el aire que avanza siguiendo el monzón. Los campos de la cultivación están en la zona distribuidos en terrazas.
En la actualidad hay carreteras automotoras, así como senderos donde las mercancías son transportadas en trenes de jeep o de mula o transportadas por porteadores. Un pequeño aeropuerto, situado a 2,5 km al este de la ciudad, sirve a todo el valle. El aeropuerto se inició en 1985. El desarrollo de un sendero que une Manang con el Área de Conservación del Annapurna se terminó en febrero de 2011 y ha traído muchos beneficios para los aldeanos y la zona. Además de abastecer a los excursionistas y ofrecerles servicios de ayuda en la escalada, que es una de las actividades más rentables de la zona, existe algún comercio de agricultura y pastoreo de yaks. Existe un centro médico, que está especializado en el mal de altura, una afección negativa relativa a la falta de oxígeno y que sufren muchos excursionistas.